# Acetilkolin-észteráz
Az acetilkolin-észteráz (acetylcholinesterase) az acetilkolint bontó enzim. Az idegrendszer ingerületátvivő rendszerének része, ahogyan az acetilkolin is. A szinapszisban lévő acetilkolin-észteráz rendkívül gyorsan elbontja az acetilkolint acetátra és kolinra. Az acetilkolin-észteráz az egyik legnagyobb aktivitású enzim, és mind a pre-, mind a posztszinaptikus membránon megtalálható. Az enzim az acetilkolin-molekulák kb. 30%-át még a receptor elérése előtt elbontja.
Az acetilkolin-észteráz gátlása esetén az ingerületátvitelben szerepet játszó acetilkolin hatása korlátozás nélkül tud érvényesülni, amely körülmény - a gátlás mértékétől függően – halálhoz vezethet. Az acetilkolin-észterázt gátló vegyületeket rovarirtóként, vegyi fegyverként használják. Ilyen vegyi fegyver például a novicsok, a VX vagy a szarin. A rövid hatású acetilkolin-észteráz gátlókat használják gyógyszerként is (pl. pyridostigmine), elsősorban a Myasthenia gravis tüneteinek kezelésére. Az acetilkolin-észteráz gátlókat időskori demencia és az Alzheimer kór kezelésére is felhasználják, ezekre példa a takrin és a donezepil, amelyek acetilkolin-észteráz gátló vegyületek.